# سیارک ۱۱۷۴۳۹
سیارک ۱۱۷۴۳۹ (به انگلیسی: 117439 Rosner، نامگذاری:2005AR36) صد و هفده هزار و چهارصد و سی و نهمین سیارک کشف شده‌است که در ۱۳ ژانویه ۲۰۰۵ کشف شد.